# Афера Цепліса
«Афера Цепліса» (латис. «Ceplis») — латвійський радянський художній фільм 1972 року, кримінальна драма. Фільм знятий за романом  Павілса Розітіса «Цепліс».

## Сюжет
Рига 1920-х років. Саме сюди з великими грошима втік з Радянської Росії комерсант Едгар Цепліс, який організував акціонерне товариство по виробництву цегли і став отримувати прибуток. Але цеглини на експорт не пішли — сировина виявилася непридатною. Незабаром і внутрішній ринок став відмовлятися від такого товару. Збувши всі акції, Цепліс на час зачаївся і став замислюватися над новою авантюрою.

## У ролях
- Едуард Павулс —  Цепліс
- Хелга Данцберга —  Берта
- Гунарс Цилінскіс —  Нагайніс
- Регіна Разума —  Аустра Зіле
- Айварс Сіліньш —  Едмунд Саусайс
- Велта Страуме —  Валентина
- Роланд Загорскіс —  Цауне
- Лідія Фреймане —  Саусене
- Артур Дімітерс —  Сескс
- Улдіс Думпіс —  Брієдіс
- Ольгерт Кродерс —  депутат Клявіньш
- Ростислав Горяєв —  депутат Ціруліс
- Юріс Стренга —  Дзільупіетіс
- Імантс Адерманіс —  Зутіс
- Ліґа Ліепіня —  пані Зуша
- Едгар Лієпіньш —  Краукліс
- Маргарита Вілцане —  ресторанна співачка
- Харій Авенс —  Мілорд
- Ліліта Озоліня — гостя на весіллі

## Знімальна група
- Режисер: Роланд Калниньш
- Автор сценарію: Віктор Лоренц
- Оператор: Гвідо Скулте
- Художник: Улдіс Паузерс
- Композитор: Маргерс Заріньш
- Редактор:  Освальд Кубланов